# Sofía Arreola
Sofía Arreola Navarro (Monterrey, 22 de abril de 1991) es una ciclista profesional mexicana y medallista mundial, integrante de UCI Team Femenino, ha participado en los Juegos Panamericanos, en los Juegos Centroamericanos y del Caribe, así como en otras competencias de ciclismo con reconocimiento internacional. 

## Biografía
Sofía Arreola empezó su vida deportiva a temprana edad junto a sus hermanas y su padre, Rolando Arreola, ciclista y profesor de educación física. Sofía y su hermana Graciela destacaron en el patinaje sobre ruedas en su entidad, y su hermana mayor, Nancy, se dedicaba al ciclismo. A partir de los 12 años Sofía Arreola empieza a interesarse por el ciclismo, en ese entonces bajo la supervisión del entrenador cubano Nelson Delgado y su padre. 
Para 2008 ganó el campeonato panamericano junior en contrarreloj de ruta, logro que obtuvo nuevamente en 2009. También en 2009 ganó medalla de bronce en la prueba de ruta. Debido a estos logros, se le invitó a entrenar en el Centro Mundial de Ciclismo en Suiza, junto a más de 100 atletas y entrenadores de 40 países. A partir de 2010, se le invitó a integrarse al equipo Performance United Cycling Center, en el Centro Especializado de Alto Rendimiento de Ciclismo en Palma de Mallorca, España. En ese mismo año representó a México en el Campeonato Mundial de Carretera de la UCI de 2010. Compitió en el Campeonato Mundial de Ciclismo en Pista de la UCI de 2010.  En el Campeonato del Mundo de Ciclismo en Pista UCI 2013 ganó dos medalla de plata en las pruebas de scratch y también en la carrera por puntos. En 2015, participó en los Juegos Panamericanos Toronto donde ganó medalla de bronce en la modalidad de persecución por equipos.

## Resultados
| 2008 |
| 1º lugar en Campeonatos Panamericanos, Ruta, Contrarreloj Individual, Juniores (V) - Cuenca, Ecuador            |
| 2009 |
| 1º lugar en Campeonatos Panamericanos, Ruta, Contrarreloj Individual, Juniores (V) - Aguascalientes, México     |
| 3º lugar en Campeonatos Panamericanos, Ruta, Juniores (V) - Aguascalientes, México                              |
| 2º lugar en Campeonato Nacional, Ruta, Elite, México (V) - México                                               |
| 2010 |
| 17º lugar en Campeonato del Mundo, Pista, Carrera por puntos, Elite (V) - Copenhague, Dinamarca                 |
| 3º lugar en Campeonato Nacional, Ruta, Contrarreloj Individual, Elite, México (V) - Hermosillo, México          |
| 3º lugar en Campeonato Nacional, Ruta, Elite, México (V) - Hermosillo, México                                   |
| 2011 |
| 2º lugar en Juegos Panamericanos, Pista, Omnium (V) - Guadalajara, México                                       |
| 2012 |
| 1º lugar en Campeonato Nacional, Pista, Omnium, Elite, México (V) - México                                      |
| 2013 |
| 2º lugar en Campeonato del Mundo, Pista, Scratch, Elite (V) - Minsk, Bielorussia                                |
| 2º lugar en Campeonato del Mundo, Pista, Carrera por puntos, Elite (V) - Bielorussia                            |
| 2º lugar en US Grand Prix of Sprinting, Omnium (V) - Colorado Springs, Estados Unidos de América                |
| 2º lugar en US Grand Prix of Sprinting, Carrera por Puntos (V)(a) - Colorado Springs, Estados Unidos de América |
| 2º en Challenge International sur piste, Carrera por Puntos (V) - Canadá                                        |
| 2014 |
| 1º lugar en Campeonato Nacional, Pista, Scratch, Elite, México (V) - México                                     |
| 1º lugar en Campeonato Nacional, Pista, Carrera por puntos, Elite, México (V) - México                          |
| 2015 |
| 3º lugar en Juegos Panamericanos, Pista, Persecución por Equipos (V)                                            |
| 2º lugar en Campeonato Nacional, Pista, Scratch, Elite, México (V) - México                                     |
| 1º lugar en Campeonato Nacional, Pista, Persecución, Elite, México (V) - México                                 |
| 1º lugar en Campeonato Nacional, Pista, Carrera por puntos, Elite, México (V) - México                          |
| 2016 |
| 2º lugar en Clásico Corre Por La Vida, (Guanare (V)) - Valle de La Pascua, Venezuela                            |
| 3º lugar en Campeonato Nacional, Ruta, Elite, México (V) - Mazatlán, México                                     |
| 2º lugar en Campeonatos Panamericanos, Pista, Persecución por Equipos, Elite (V)                                |
| 2017 |
| 3º lugar en Campeonatos Panamericanos, Pista, Madison, Elite (V)                                                |
| 2º en Campeonatos Panamericanos, Pista, Persecución por Equipos, Elite (V)                                      |
| 2018 |
| 2º lugar en Campeonato Nacional, Pista, Carrera eliminatoria, Elite, México (V) - México                        |
| 1º lugar en Campeonato Nacional, Pista, Omnium, Elite, México (V) - México                                      |
| 1º lugar en Campeonato Nacional, Pista, Persecución por Equipos, Elite, México (V) - México                     |
| 1º lugar en Campeonato Nacional, Pista, Madison, Elite, México (V) - México                                     |
| 2º lugar en Campeonato Nacional, Pista, Carrera por puntos, Elite, México (V) - México                          |
| 3º lugar en Juegos Centroamericanos y del Caribe, Pista, Persecución por Equipos, Elite (V)                     |
| 2º lugar en Juegos Centroamericanos y del Caribe, Pista, Madison (V)                                            |
| 2019 |
| 2º lugar en Campeonato Nacional, Pista, Omnium, Elite, México (V) - Xalapa, México                              |
| 2º lugar en Campeonato Nacional, Pista, Madison, Elite, México (V) - Xalapa, México                             |
| 2º lugar en Campeonato Nacional, Pista, Carrera por puntos, Elite, México (V) - Xalapa, México                  |
| 3º lugar en Campeonato Nacional, Pista, Scratch, Elite, México (V) - México                                     |
| 3º lugar en Campeonatos Panamericanos, Pista, Persecución por Equipos, Elite (V) - Cochabamba, Bolivia          |
| 2º lugar en Campeonatos Panamericanos, Pista, Carrera por puntos, Elite (V) - Cochabamba, Bolivia               |
| 2021 |
| 2º lugar en Campeonato Nacional, Pista, Carrera eliminatoria, Elite, México (V) - Monterrey, México             |
| 1º lugar en Campeonato Nacional, Pista, Persecución por Equipos, Elite, México (V) - Monterrey, México          |
| 2º lugar en Campeonato Nacional, Pista, Madison, Elite, México (V) - Monterrey, México                          |
| 2º lugar en Campeonato Nacional, Pista, Scratch, Elite, México (V) - Monterrey, México                          |